# 16690 Fabritius
16690 Fabritius è un asteroide della fascia principale. Scoperto nel 1994, presenta un'orbita caratterizzata da un semiasse maggiore pari a 2,2026752 UA e da un'eccentricità di 0,1525152, inclinata di 2,30761° rispetto all'eclittica.